# Claudio Maldonado
Claudio Maldonado, właśc. Claudio Andrés del Tránsito Maldonado Rivera, (ur. 3 stycznia 1980 roku w Curicó) – były chilijski piłkarz. W 2007 roku grając w ataku strzelił hat-tricka w towarzyskim spotkaniu z Manchesterem United. Maldonado jest mężem córki Vanderleia Luxemburgo.

## Kariera klubowa
Maldonado swoją karierę zaczynał w chilijskim CSD Colo-Colo. W 2000 roku trafił do São Paulo FC, gdzie w ciągu trzech sezonów zaliczył 35 występów.
W maju 2003 roku, Vanderlei Luxemburgo ściągnął Claudio do Cruzeiro EC, gdzie Maldonado poznał jego córkę, a potem ją poślubił. W 2003 roku jako kapitan poprowadził Cruzeiro EC do zdobycia potrójnej korony, co wcześniej nie udało się żadnemu innemu brazylijskiemu klubowi.
W 2006 roku trafił za 4,5 miliona dolarów do Santosu FC, a jego trenerem po raz kolejny został Vanderlei Luxemburgo. Pod koniec sezonu Maldonado doznał kontuzji kolana, która wyłączyła go z gry na 2 miesiące. Po sezonie zainteresowanie Maldonado wyraziły takie kluby jak Fenerbahce Stambuł, AC Milan, Real Madryt czy AFC Ajax, jednak tylko Fenerbahce złożyło zadowalającą Santos ofertę i Maldonado dołączył do tego zespołu. Wraz z tureckim klubem dotarł do ćwierćfinału Ligi Mistrzów.
W latach 2009–2012 był zawodnikiem CR Flamengo, natomiast w 2013 stał się zawodnikiem SC Corinthians Paulista. W 2014 powrócił do CSD Colo-Colo, w którym po sezonie gry zakończył karierę.

## Kariera reprezentacyjna
Maldonado wraz z olimpijską reprezentacją Chile wystąpił na Igrzyskach Olimpijskich w Sydney. Chile zajęło na tamtej imprezie 3. miejsce. Maldonado zadebiutował w reprezentacji 12 lutego 2000 roku w meczu z Bułgarią. Od tamtego czasu wystąpił w kadrze 39 razy i strzelił 1 gola. W meczach el. MŚ 2006 był kapitanem swojej reprezentacji.

## Sukcesy
| Sezon | Klub          | Tytuł                                     |
| ----- | ------------- | ----------------------------------------- |
| 1998  | CSD Colo-Colo | Primera Division Chile Mistrzostwo        |
| 2000  | São Paulo     | Campeonato Paulista Mistrzostwo           |
| 2002  | São Paulo     | Campeonato Paulista Mistrzostwo           |
| 2003  | Cruzeiro EC   | Copa do Brasil Mistrzostwo                |
| 2003  | Cruzeiro EC   | Campeonato Mineiro Mistrzostwo            |
| 2003  | Cruzeiro EC   | Campeonato Brasileiro Série A Mistrzostwo |
| 2004  | Cruzeiro EC   | Campeonato Mineiro Mistrzostwo            |
| 2006  | Santos FC     | Campeonato Paulista Mistrzostwo           |
| 2007  | Santos FC     | Campeonato Paulista Mistrzostwo           |
| 2009  | CR Flamengo   | Campeonato Brasileiro Série A Mistrzostwo |
| 2011  | CR Flamengo   | Taça Guanabara Zwycięzca                  |
| 2011  | CR Flamengo   | Taça Rio Zwycięzca                        |
| 2011  | CR Flamengo   | Campeonato Carioca Mistrzostwo            |
| 2013  | Corinthians   | Recopa Sudamericana Mistrzostwo           |